# Tellem

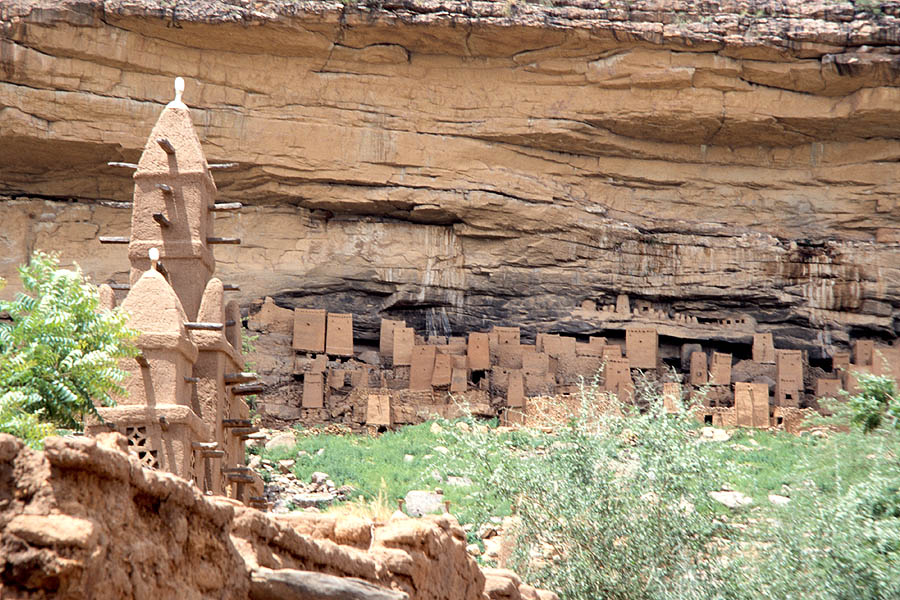
Viviendas Tellem

Los Tellem fueron el pueblo que habitó en los acantilados de Bandiagara en Mali entre los siglos XI y XVI.
Los Tellem eran pigmeos o "pequeños pueblos rojos" que construían viviendas alrededor de la base del acantilado, así como directamente en el acantilado. Muchas de estas estructuras aún son visibles en el área. Algunos edificios Tellem, en particular los graneros, todavía están en uso por los Dogón, aunque en general las aldeas Dogón se encuentran en la parte inferior o superior de la escarpa, donde es posible recolectar agua y cultivar.
El pueblo Tellem desapareció por razones desconocidas, o tal vez, se cruzaron con los Dogón. Algunos piensan hoy en Mali que los Tellem poseían el poder de volar.
- Datos: Q1140362
- Multimedia: Tellem / Q1140362